# Cynthia Tucker (femme politique)
Pour les articles homonymes, voir Cynthia Tucker et Tucker.
Cynthia Tucker (née en 1954) est une ancienne femme politique (yukonnaise) canadienne. Elle est députée de la circonscription électorale de Mount Lorne de 2000 à 2002 à l'Assemblée législative du Yukon. Il est un membre du Parti libéral du Yukon.
Elle est défaite par le néo-démocrate Steve Cardiff en troisième et dernière place lors de l'élection territoriale du 4 novembre 2002.